# 大美國
《大美國》（英語：An American Affair，又名Boy of Pigs）是一部2008年的美國獨立歷史電影，由William Olsson執導，Alex Metcalf編劇，以及Kevin Leydon監製。主演是珂茜·莫爾、詹姆斯·瑞布霍恩、諾亞·懷利、波瑞·麗芙、馬克·佩雷格里諾和卡梅隆·布萊特，本片於2009年2月27日由Screen Media Films公司負責上映。配樂由達斯汀·奧哈洛蘭作曲。

## 演員
- 珂茜·莫爾 飾 Catherine Caswell
- 卡梅隆·布萊特 飾 Adam Stafford
- 諾亞·懷利 飾 Mike Stafford
- 波瑞·麗芙（英语：Perrey Reeves） 飾 Adrienne Stafford
- 馬克·佩雷格里諾 飾 Graham Caswell
- 詹姆斯·瑞布霍恩 飾 Lucian Carver
- Lisa-Lisbeth Finney 飾 Sister Mary Eunice
- Laurel Astri 飾 Faith

## 外部連結
- 互联网电影数据库（IMDb）上《大美國》的资料（英文）